# Ferdinand Schörner
Ferdinand Schörner (München, 1892. június 12. – 1973. július 2.) német tábornagy (Generalfeldmarschall), a második világháború végén rövid ideig a Heer főparancsnoka. Háborús bűncselekményeiért a Szovjetunióban és Nyugat-Németországban is elítélték.

## Élete

### Ifjúkora
1892. június 12-én született Münchenben. 1911-ben lépett be a német, pontosabban a bajor hadseregbe. 1915-ben hadnagyi rangot kapott, és kitüntették a Pour le Mérite érdemrenddel. Harcolt az első világháborúban, többek közt a caporettói csatában is. Már a Nemzetiszocialista Német Munkáspárt létrejöttekor belépett a pártba, ennek ellenére a második világháború kezdetéig nem kapott fontosabb beosztásokat.

### A második világháború
A háború elején a 98. hegyivadász ezredet (Gebirgsjäger-Regiment 98) vezette, 1940 májusától az új 6. hegyivadász hadosztály (6. Gebirgs-Division) parancsnoka, majd 1942-ben hegyivadász tábornok lett. Később emelkedett a ranglétrán, és előbb a Dél-Ukrajna-, majd az Észak hadseregcsoport főparancsnoki tisztségét látta el. A háború utolsó napjaiban Hitler a végrendeletében őt nevezte ki a német szárazföldi haderő, a Heer főparancsnokává (Oberbefehlshaber des Heeres, OBdH), amely tisztséget 1945. április 30. – 1945. május 8-a között töltötte be.

### A háború után
1945. május 8-án főhadiszállásán, a csehországi Bad Welchowban (Velichovky) amerikai parlamenterek átadták neki a Németország kapitulációját tartalmazó okiratot. Másnap Schörner civil ruhában egy Fi-156 „Storch” repülőgéppel Ausztriába szökött, de a Salzburg tartománybeli Göriachban amerikai fogságba esett. Mivel neve a keleti fronton elkövetett bűncselekményeiért a szovjet hadvezetés körözési listáján szerepelt, az amerikaiak néhány nappal később kiadták a Szovjetuniónak. 25 év kényszermunkára ítélték, 1954 végéig különböző fogolytáborokban dolgozott.
1955 januárjában tért vissza előbb Drezdába, onnan Nyugat-Németországba, ahol 1957-ben – saját német katonái ellen elkövetett háborús bűncselekményeiért – megvonták tiszti nyugdíját és további 4 és fél évi börtönbüntetésre ítélték, de 1960-ban egészségügyi okokból szabadlábra helyezték. Ezt követően haláláig a közélettől visszavonultan élt. 1973. július 2-án halt meg a szülővárosában, Münchenben.

## Lásd még
- Második világháború
- Wehrmacht